# Димна Суміш (альбом)
«Димна Суміш»— третій студійний альбом українського гурту «Димна Суміш», який було випущено 15 травня 2009 року. Головними темами, що лежать на поверхні альбому, безумовно є теми кохання, дружби, боротьби, протесту, тощо.
Альбом було записано на київській студії "211", де музиканти провели тиждень. Записував та зводив матеріал Ігор Пригоровський. В якості співпродюсера альбому вперше виступив фронтмен "Димної Суміші" Саша Чемеров.
Бонус-треком платівки є ремікс на пісню "Р'Н'Р" з попереднього альбому - "В країні ілюзій"

## Композиції
1. Кращий Друг Самурая
2. Кожної Весни
3. Повмирай Зі Мною
4. Танцюй Танцюй
5. Все В Його Руках
6. Згадуй Бійся Плач і Зви
7. Бийся За Життя
8. Шукай
9. Карма
10. Друг Повернись
11. Я Один
12. На Ножах
13. Геть
14. Р'н'р (bonus remix)

## Учасники запису
- Саша Чемеров - вокал, гітара, терменвокс, перкусія
- Сергій Мартинов - гітара, ситара, перкусія
- Ігор Гержина - бас-гітара
- Олег Федосов — барабани, перкусія